# Omphalea
Genre
Classification phylogénétique
Omphalea est un genre de plantes à fleurs de la famille des Euphorbiaceae qui comporte des espèces en Amérique et en Afrique, tout particulièrement à Madagascar et une en Australie.

## Caractéristiques
Ce sont des arbrisseaux tropicaux, des arbustes ou des lianes.
Les Omphalea comportent des substances toxiques et ce sont les plantes hôtes des chenilles des Uraniinae du genre Urania en Amérique et du genre Chrysiridia en Afrique. Les chenilles deviennent toxiques et les papillons qui gardent cette toxicité se trouvent protégés des prédateurs.

## Liste des espèces

### En Amérique
- Omphalea bracteata, Merr.
- Omphalea brasiliensis Müll.Arg.
- Omphalea celata P.I.Forst.
- Omphalea communata Müll.Arg. synonyme de Omphalea triandra L.
- Omphalea diandra L.
- Omphalea ekmanii Alain
- Omphalea frondosa Juss. ex Baill.
- Omphalea grandifolia, Merr.
- Omphalea hypoleuca, Grisep.
- Omphalea malayana, Merr.
- Omphalea megacarpa, Hemsl.
- Omphalea oleifera, Hemsl.
- Omphalea sargentii Merr.
- Omphalea tricocca
- Omphalea trichotoma Müll.Arg[1].

### En Afrique
- Omphalea mansfeldiana, Mildbraed,une liane.
- Omphalea papuana Pax & K.Hoffm[1].

### À Madagascar
- Omphalea ankaranensis L.J.Gillespie.
- Omphalea palmata Leandri.
- Omphalea occidentalis Leandri.
- Omphalea oppositifolia (Willd.) L.J.Gillespie[1].

### En Australie
- Omphalea queenslandiae F.M.Bailey[2]